# Hunawihr
Hunawihr (deutsch Hunaweier) ist eine französische Gemeinde mit 549 Einwohnern (Stand 1. Januar 2022) im Département Haut-Rhin in der Region Grand Est (bis 2015 Elsass). Sie ist Mitglied des Gemeindeverbandes Pays de Ribeauvillé. Auf Grund des intakten Ortsbildes wurde Hunawihr in die Liste der schönsten Dörfer Frankreichs aufgenommen.

## Geografie
Hunawihr liegt in der Oberrheinebene zwischen Riquewihr und Ribeauvillé am Osthang der Vogesen inmitten von Weinbergen an der Elsässer Weinstraße (Route des vins). Bekannteste Weinlage ist der Alsace Grand Cru Rosacker. Das Gemeindegebiet gehört zum Regionalen Naturpark Ballons des Vosges.

## Geschichte
Im 7. Jahrhundert könnte das heutige Hunawihr Sitz des fränkischen Stammesherrn Huno gewesen sein, der sich am Platz einer ehemaligen gallo-römischen Villa niedergelassen haben soll. Über dessen Frau Huna existiert die Legende, dass diese am Brunnen unterhalb der Kirche die Wäsche der Kranken wusch. Außerdem, dass sie in einem Jahr schlechter Ernte das Wasser des Brunnens in Wein verwandelte. Ihr Grab in der Dorfkirche entwickelte sich im Laufe des Mittelalters zu einem Wallfahrtsort. 1520 wurde Huna heiliggesprochen. Urkunden vor dem 12. Jahrhundert sind bis heute nicht gefunden worden. Mit einem "Wilra" des 9. Jahrhunderts kann auch ein anderer -weiler, -willer oder -wihr-Ort gemeint sein und frühe Verbindungen zum Kloster St.-Dié, in dessen Nähe der Heilige Deodat(us) um 600 ein Kloster gegründet hat, sind nicht urkundlich nachweisbar. Die "Vita Deodati", in der Hunawihr genannt sein soll, wurde frühestens im 11. Jahrhundert verfasst. Im Jahr 1114 soll Hunawihr an die Abtei St.-Dié "rückgegliedert" worden sein (www.visitgrandest.com). Richtig daran ist, dass frühere Verbindungen zu dieser Abtei bestanden haben müssen, denn im Jahr 1114 bestätigte Kaiser Heinrich V., dass die Abtei St.-Dié in Hunawihr eine Kirche besitzt ("ecclesiam Huniuille" in MGH DD H V 116). 
Von 1871 bis zum Ende des Ersten Weltkrieges gehörte Hunaweier als Teil des Reichslandes Elsaß-Lothringen zum Deutschen Reich und war dem Kreis Rappoltsweiler im Bezirk Oberelsaß zugeordnet.

## Bevölkerungsentwicklung
| Jahr                                           | 1910 | 1962 | 1968 | 1975 | 1982 | 1990 | 1999 | 2006 | 2017 |
| ---------------------------------------------- | ---- | ---- | ---- | ---- | ---- | ---- | ---- | ---- | ---- |
| Einwohner                                      | 586  | 518  | 523  | 521  | 537  | 503  | 511  | 591  | 602  |
| Quelle: Gemeindeverzeichnis, Cassini und INSEE |      |      |      |      |      |      |      |      |      |

## Sehenswürdigkeiten
- Bei der kleinen, burgähnlichen gotischen Kirche St. Jakobus (St. Jacques) aus dem 14. Jahrhundert (im 16. Jahrhundert renoviert) wurde mit dem Ziel, eine Wallfahrtskirche zu schaffen, der Kirchenraum mehrmals erweitert. Das untere Geschoss des massiven Kirchturms wurde mit Fresken, einem spätgotischen Chor und einer steinernen Kanzel ausgestattet. Die Wehrmauer aus dem 12. Jahrhundert bot der Bevölkerung Schutz bei Angriffen. Die Kirche ist eine Simultankirche: in ihr finden katholische und evangelische Gottesdienste statt. Die Kirchturmuhr hat lediglich einen Zeiger: einen mit Weintrauben verzierten Stundenzeiger. Die Kirche ist seit 1929 klassifiziert als Monument historique.
- Weiterhin sehenswert sind das Rathaus (1517) sowie einige in der Renaissance entstandene Winzerhäuser und der Brunnen Sankt Huna.
- Im Osten der Gemeinde befinden sich ein Storchenpark (Parc des Cigognes) und ein Schmetterlingspark (Parc des papillons).
- Der Ort wurde auf Grund des Ortsbildes aufgenommen in die Liste der schönsten Dörfer Frankreichs.

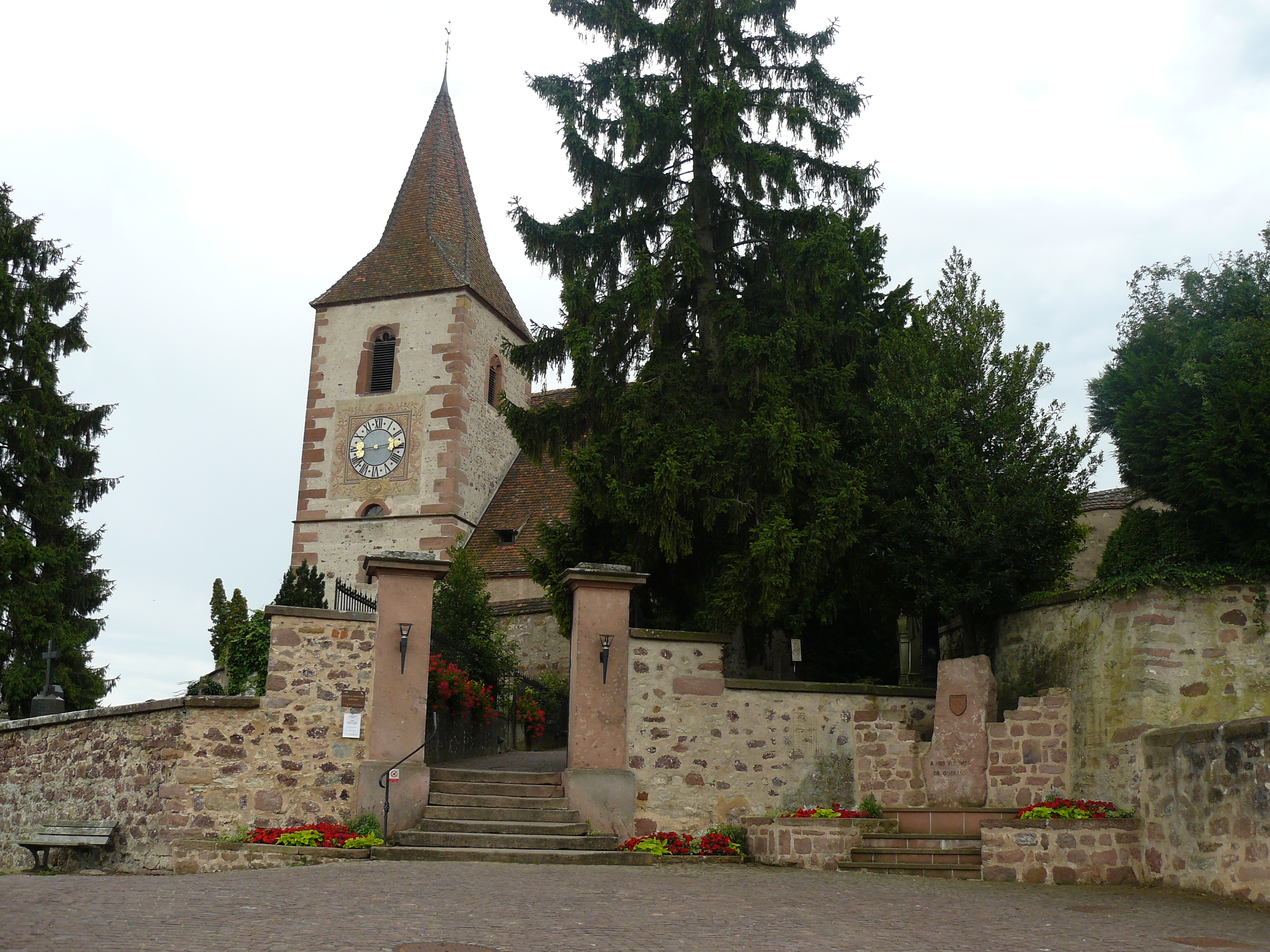
Kirche Saint-Jacques
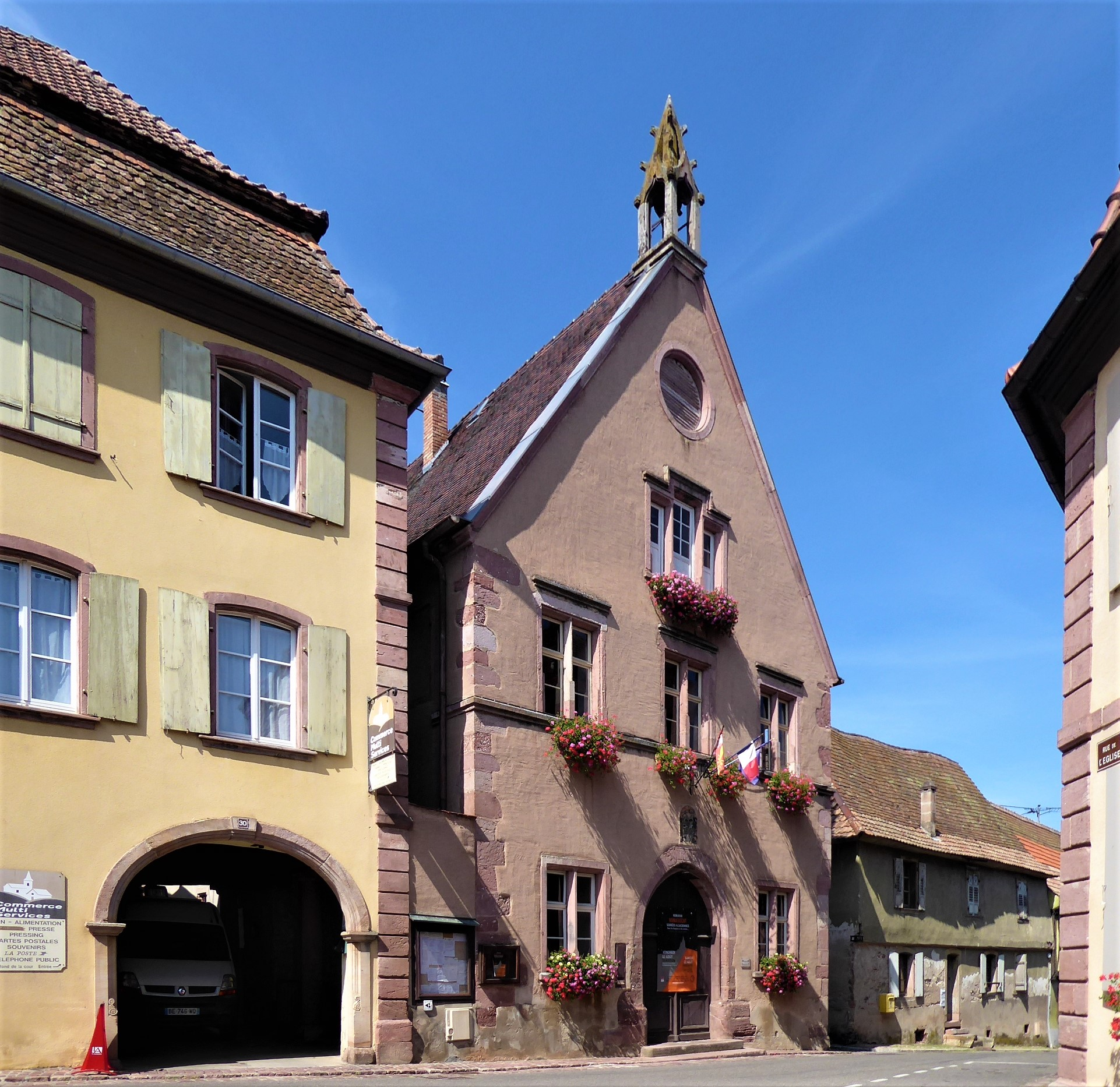
Rathaus
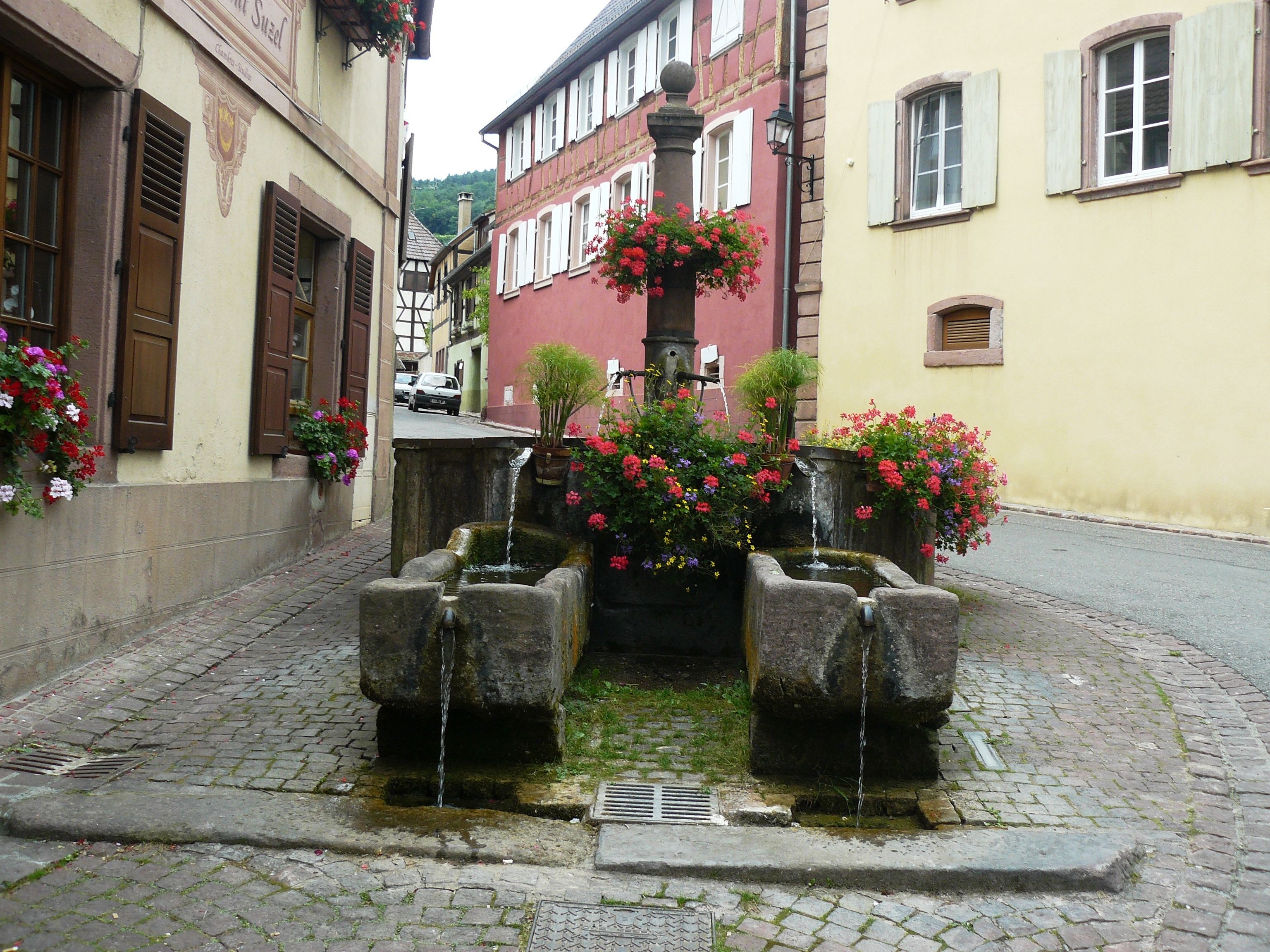
Brunnen in Hunawihr
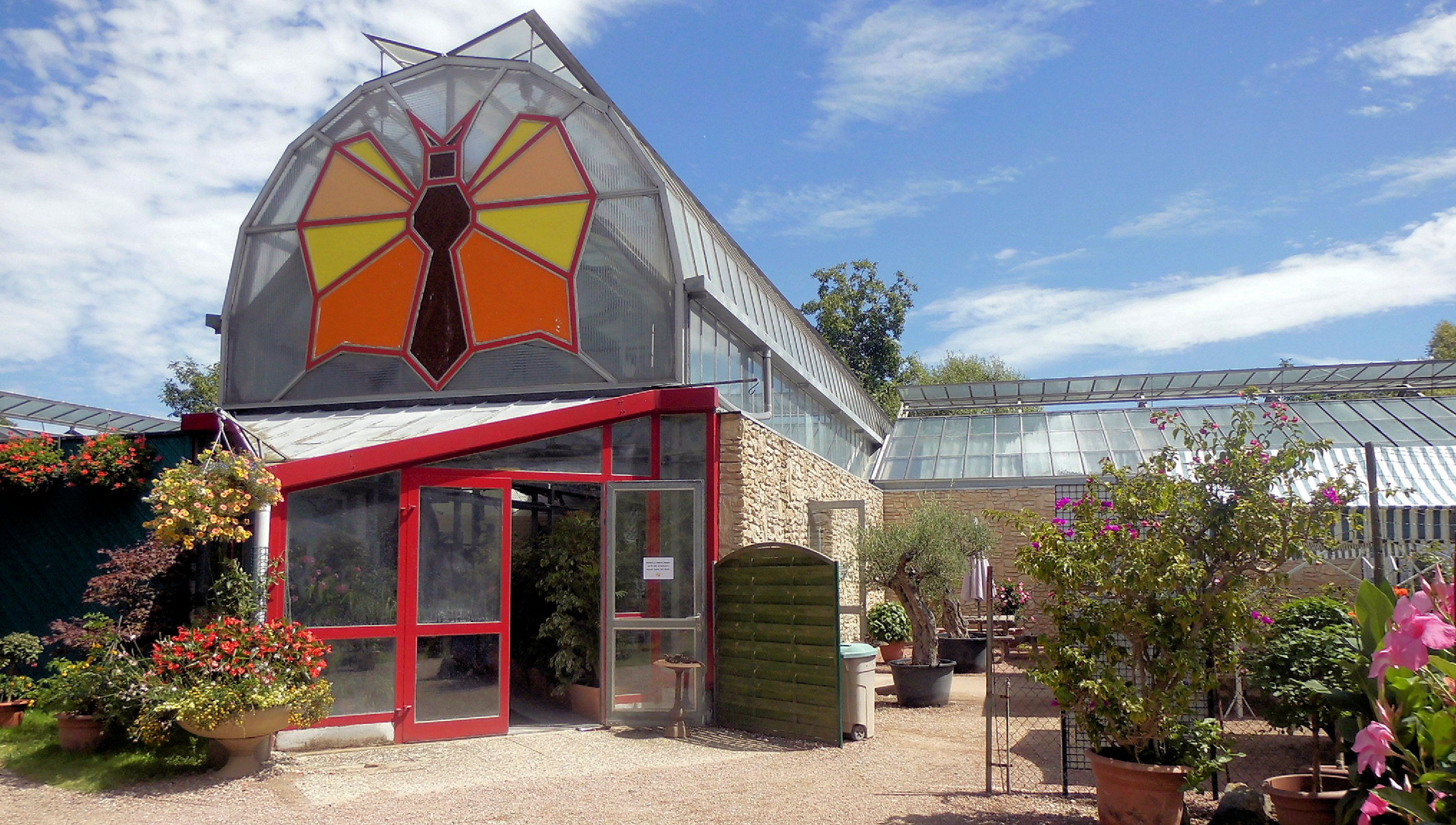
Tropenhaus im Schmetterlingspark